# Heliopetes
Heliopetes es un género de lepidópteros ditrisios de la familia Hesperiidae de la región neotropical.

## Especies
- Heliopetes alana (Reakirt, 1868)
- Heliopetes arsalte (Linnaeus, 1758)
- Heliopetes chimbo Evans, 1953
- Heliopetes ericetorum (Boisduval, 1852)
- Heliopetes laviana (Hewitson, 1868)
- Heliopetes leucola (Hewitson, 1868)
- Heliopetes libra Evans, 1944
- Heliopetes macaira (Reakirt, [1867])
- Heliopetes marginata Hayward, 1940
- Heliopetes nivella (Mabille, 1883)
- Heliopetes ochroleuca J. Zikán, 1938
- Heliopetes omrina (Butler, 1870)
- Heliopetes petrus (Hübner, [1819])
- Heliopetes purgia Schaus, 1902